# Sofia Moll
Anna Sofia Moll, född Beskow född 19 mars 1823 i Stockholm, död där 18 januari 1897, var en svensk översättare. Hon har bland annat översatt Louisa May Alcott, Harriet Beecher Stowe och Nathaniel Hawthorne till svenska. Hennes totala översättarskap uppgår till omkring tjugo identifierade översättningar, i huvudsak från engelska men även ett fåtal fall från franska. Hon översatte i regel väldigt nära källtexten, ibland på bekostnad av den språkliga smidigheten i det svenska språket.

## Biografi
Moll föddes 1823 i Stockholm. Hon var dotter till grosshandlaren Gustaf Beskow, bror till Bernhard von Beskow, och Sophia Margaretha Wallmark, dotter till Per Adam Wallmark. Delar av sin uppväxt bodde hon på herrgården Stora Nyckelviken utanför Stockholm. 1842 ingick hon äktenskap med grosshandlaren John Moll, som i unga år vistats i London. De fick tillsammans nio barn, bland andra Augusta Neijber som beskrivit moderns översättningsarbete i sina publicerade dagböcker. Hovpredikanten Henrik Afzelius var hennes svärson. Moll arbetade under 1860-talet som kamrer vid Engelska banken i Stockholm. Chefen över banken, Arthur Crump, gifte sig med Lotten, Molls äldsta dotter.
Moll dog i Stockholm 1897 och begravdes 21 januari samma år på Norra begravningsplatsen i Solna.

## Karriär som översättare
Sammantaget har Moll genomfört ett tjugotal identifierade översättningar, från engelska i huvudsak men även franska. Hon var en av få kvinnliga översättare under 1800-talet som enbart ägnade sig åt översättning. Efter att makens grossistfirma försatts i konkurs under 1860-talet blev motivet för översättningsarbetet i huvudsak ekonomiskt, ett arbete hon utförde från Rålambshovs gård. De första översättningarna gavs ut 1867, och huvuddelen av hennes översättningar genomfördes och publicerades under 1870-talet. Inledningsvis, åtminstone fram till 1872, rörde det sig i huvudsak om översättningar av uppbyggliga essäer, bland annat av Samuel Smiles och James Hain Friswell. Med tiden översatte hon alltfler skönlitterära verk och didaktiska barnböcker, såsom av Charlotte Maria Tucker, Harriet Beecher Stowe och Louisa May Alcott (bland annat En gammaldags flicka, 1870). Hon översatte även Nathaniel Hawthornes Huset med de sju gaflarne (1874).
Moll verkade samtidigt vid flera förlag, bland annat på Eugène Fahlstedts, Per Gustaf Bergs förlag samt Bokförlagsbyrån. På dessa förlag kom ett tiotal översättningar ut, de förmodligen mest spridda av hennes översatta arbeten i samtiden, bland annat verken av Hain Friswell, som i samtiden var mycket populär.

## Stil och språk
I samtida recensioner fick Molls översättningar positiv kritik. Hon följde i regel källtexterna nära, ibland på bekostnad av den språkliga smidigheten i det svenska språket. Detta konstaterade bland annat Victor Emanuel Öman apropå översättningen av Hawthornes Huset med de sju gaflarne från 1875.
När det kommer till översättningar av barnlitteratur har figurernas namn försvenskats. Bland annat blir figurerna Wingfield och Sip-syrup i Charlotte Maria Tuckers Vingar och gaddar för ungdom (1870) översatta som Wingfelt respektive Sippsirap.